# Gottlieb Samuel Studer
Pour les articles homonymes, voir Studer.
Gottlieb Samuel Studer, né le 5 août 1804 à Langnau im Emmental et mort le 22 décembre 1890 à Vienne, est un notaire public, topographe et alpiniste suisse.

## Biographie
Il est le fils de Sigmund Gottlieb Studer. Après la mort de son père, sa famille déménage à Berne, où Studer travaille au service cantonal de la justice et de la police. Plus tard, il devient préfet.
En 1840, conduit par le guide Ulrich Lauener, il traverse le Tschingelpass.
Le 17 août 1841, il fait la première ascension de la face sud-ouest et de l'arête sud  du Sustenhorn (3 502 m) dans les Alpes bernoises avec J. et H. Von Weissenfluh.
En septembre 1843, il réalise la première ascension du Wildhorn (3 248 m) dans les Alpes bernoises.

## Sources
1. ↑  Hans Grossen, L'Oberland bernois, Paris, Denoël, 1982

- Urban Schertenleib, « Gottlieb Samuel Studer » dans le Dictionnaire historique de la Suisse en ligne.